# هری ریزنر
هری ریزنر (انگلیسی: Harry Reasoner؛ ‏ ۱۷ آوریل ۱۹۲۳ – ۶ اوت ۱۹۹۱) روزنامه‌نگار سی‌بی‌اس و اِی‌بی‌سی اهل ایالات متحده آمریکا بود. وی بین سال‌های ۱۹۴۶ تا ۱۹۹۱ میلادی فعالیت می‌کرد. وی همچنین برندهٔ جوایزی همچون جایزه پیبادی و ۳ جایزهٔ امی شده‌است.